# Fabio Conforto
Fabio Conforto (Trieste, 13 de agosto de 1909 — Roma, 24 de fevereiro de 1954) foi um matemático italiano. Foi um dos principais representantes da escola italiana de geometria algébrica.

## Biografia
Depois de estudar em Viena, Trieste, Milão e Roma, graduou-se na Universidade de Roma "La Sapienza" em 1931. Após um período de aperfeiçoamento na Universidade de Göttingen e do serviço militar, foi contratado como assistente de Enrico Bompiani na Universidade de Roma. Foi colaborador de Mauro Picone no Istituto per le Applicazioni del Calcolo. Foi influenciado principalmente por Guido Castelnuovo, Federigo Enriques e Francesco Severi. Em 1939 sucedeu Gaetano Scorza na Universidade de Roma. Após haver combatido na Segunda Guerra Mundial, escreveu livros sobre funções abelianas e automórficas e sobre topologia. Dois foram publicados postumamente, em 1956 e 1960. Escreveu uma centena de artigos sobre os temas tratadosem seus livros, especialmente sobre questões relacionadas ao trabalho realizado no Istituto per le Applicazioni del Calcolo. Dentre seus alunos estão Giuseppe Panella, Maria Scafati, Mario Benedicty e Mario Rosati.